# Marcellinus (général du Ve siècle)
Pour les articles homonymes, voir Marcellinus.
 (janvier 2022).
Si vous disposez d'ouvrages ou d'articles de référence ou si vous connaissez des sites web de qualité traitant du thème abordé ici, merci de compléter l'article en donnant les références utiles à sa vérifiabilité et en les liant à la section « Notes et références ».
Marcellinus était un officier militaire romain du Ve siècle.

## Biographie
Il était de bonne naissance et de bonne éducation ; c'était également un païen convaincu et déclaré. Il était l'oncle de Julius Nepos, et avait un haut grade militaire en Dalmatie (comes rei militaris ?). Après l'assassinat d'Aetius en 454, il se révolta contre Valentinien III et constitua un pouvoir indépendant en Dalmatie. Marcellinus reconnut le nouvel empereur Majorien, qu'il avait peut-être côtoyé. Lors du projet de Majorien en 460 de lancer une grande offensive contre les Vandales en Afrique du Nord, il fut chargé de défendre la Sicile (avec le grade de magister militum ?).
Après l'échec de la campagne et l'assassinat de Majorien, il semble qu'il ait effectivement vaincu en Sicile les Vandales qui essayaient de profiter de la situation troublée. Ricimer se méfiait de lui et de sa puissance croissante, et essaya peut-être d'acheter ses troupes, le forçant à repartir en Dalmatie à une date située entre 462 et 465. De là il menaçait quand même l'Italie, et de nombreuses ambassades se firent pour tenter de le dissuader d'intervenir, à l'occasion desquelles il noua des relations avec Constantinople. En 467 il était ainsi aux côtés d'Anthémius lorsque celui-ci fut envoyé d'Orient pour devenir empereur d'Occident, et fut fait patrice l'année suivante (pour contrebalancer le pouvoir de Ricimer, qui avait le même titre ?). Lors de la nouvelle tentative d'expédition contre les Vandales par Anthémius, il fut placé à la tête des forces militaires d'Occident et reprit la Sardaigne, mais il fut assassiné en 468.